# SN 2001I
SN 2001I – supernowa typu IIn odkryta 15 stycznia 2001 roku w galaktyce UGC 2836. W momencie odkrycia miała maksymalną jasność 17,20m.